# Schmale Straße 50 (Quedlinburg)

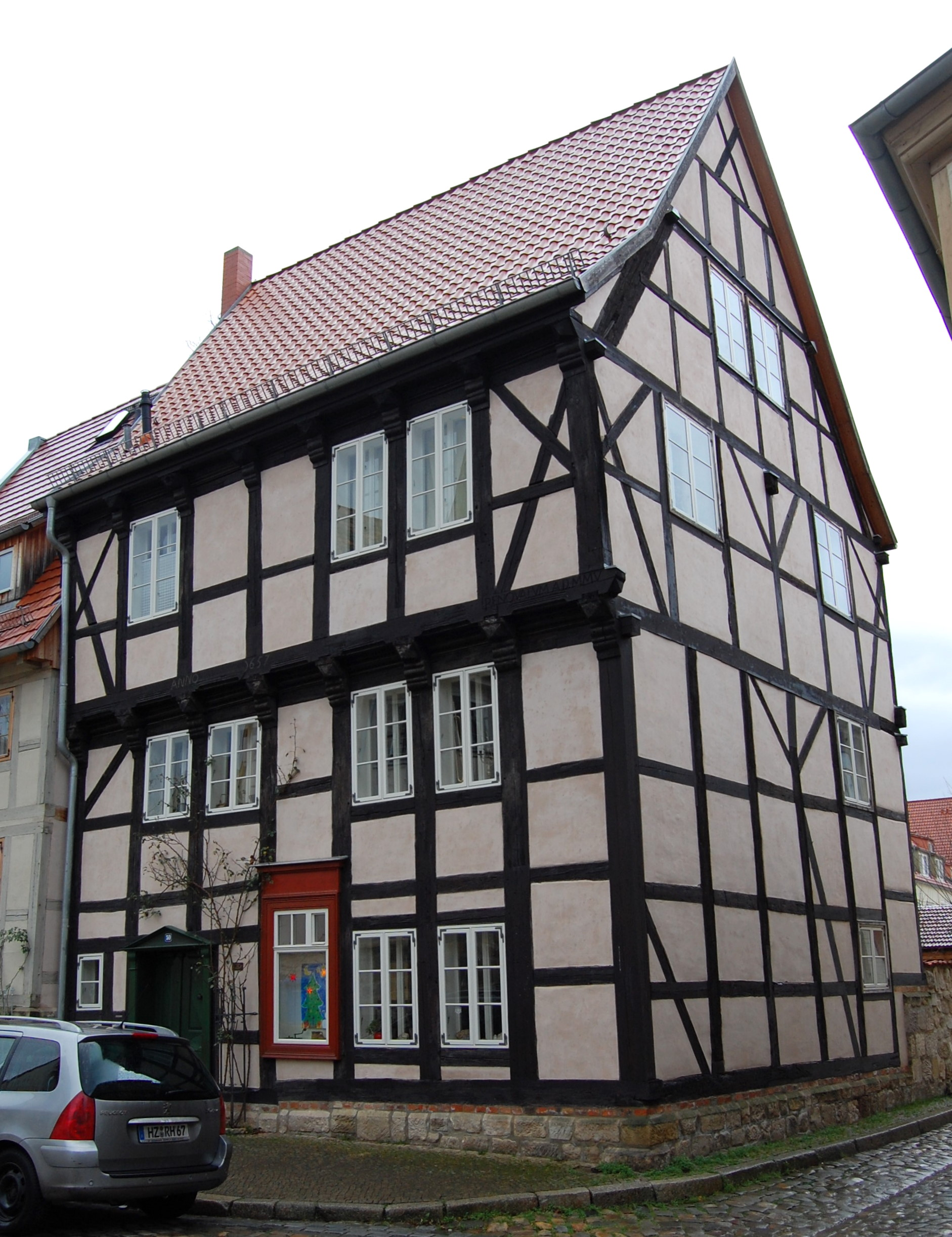
Schmale Straße 50

Das Haus Schmale Straße 50 ist ein denkmalgeschütztes Fachwerkhaus in der Stadt Quedlinburg in Sachsen-Anhalt.

## Lage
Das Gebäude befindet sich nördlich des Marktplatzes der Stadt in der Schmalen Straße an der Ecke zur Kleinen Gasse. Nördlich grenzt das ebenfalls denkmalgeschützte Gebäude Schmale Straße 49 an.

## Architektur und Geschichte
Der zweistöckige Bau entstand etwa um 1660, nach anderen Angaben um 1640. Es wird vermutet, dass der bekannte Quedlinburger Zimmerermeister Heinrich Rühle das Haus für den Grobschmied Nagel erbaute. In der Literatur wird es als Kaufmannshof bezeichnet. Das Haus verfügt über ein Zwischengeschoss. Als Fachwerkelemente des Gebäudes sind Schiffskehlen, stark profilierte Füllhölzer, Pyramidenbalkenköpfe, Kopfbänder und Knaggen vorhanden.
Der bauliche Zustand des Hauses war in der Zeit um 1900 schlecht. Zu dieser Zeit lebten, nach einem überlieferten Bericht des Armenpflegers Niemand vom 3. Januar 1900, in dem dicht belegten Haus 13 arme Familien. Jede Ecke des Hauses sei ausgenutzt, die Treppen seien kaum ohne Gefahr zu passieren. Das Dach des Vorderhauses wurde als völlig defekt beschrieben. Die Kalkleisten seien von den Hohlziegeln abgewittert, in den Luken fehlten die Klappen, in beiden Giebeln fehlten Gefache. Der Kehlboden sei nicht abgeschlossen.
Ende des 20. Jahrhunderts war das Haus nach längerem Leerstand wieder stark sanierungsbedürftig. Die Sanierung erfolgte im Jahr 2005 durch das Architekturbüro qbatur und wurde für die dreiteilige Dokumentation Die Häuslebauer des MDR-Fernsehens begleitet. Das Gebäude verfügt über eine Wohnfläche von 165 m².